# Rungaperla
Genre
Rungaperla est un genre d'insectes plécoptères de la famille des Gripopterygidae.

## Distribution
Les espèces de ce genre sont endémiques des îles Campbell en Nouvelle-Zélande.

## Liste des genres
Selon Plecoptera Species File :
- Rungaperla campbelli (Illies, 1963)
- Rungaperla longicauda (Illies, 1963)

## Publication originale
- McLellan, I. 1977 : New alpine and southern Plecoptera from New Zealand, and a new classification of the Gripopterygidae. New Zealand J Zool, vol. 4, n. 2, p. 119-147 (texte intégral).